# Festival di Cannes 1992
La 45ª edizione del Festival di Cannes si è svolta a Cannes dal 7 al 18 maggio 1992.
La giuria presieduta dall'attore francese Gérard Depardieu ha assegnato la Palma d'oro per il miglior film a Con le migliori intenzioni di Bille August, invece che ai favoriti Casa Howard di James Ivory e I protagonisti di Robert Altman.
Il regista danese ha vinto di nuovo la Palma d'oro a distanza di soli quattro anni da Pelle alla conquista del mondo, ma questo secondo premio è apparso soprattutto un riconoscimento a Ingmar Bergman, qui in veste di sceneggiatore, che non ha mai vinto il premio maggiore del Festival.

## Selezione ufficiale

### Concorso
- I protagonisti (The Player), regia di Robert Altman (USA)
- Il ladro di bambini, regia di Gianni Amelio (Francia/Svizzera/Germania/Italia)
- Con le migliori intenzioni (Dan goda viljan), regia di Bille August (Svezia/Germania/Gran Bretagna/Italia/Francia/Danimarca/Finlandia/Norvegia/Islanda)
- Au pays des Juliets, regia di Mehdi Charef (Francia)
- Il lungo giorno finisce (The Long Day Closes), regia di Terence Davies (Gran Bretagna)
- La Sentinelle, regia di Arnaud Desplechin (Francia)
- Il sole della mela cotogna (El sol del membrillo), regia di Víctor Erice (Spagna)
- Uomini semplici (Simple Men), regia di Hal Hartley (Italia/Gran Bretagna/USA)
- Casa Howard (Howards End), regia di James Ivory (Gran Bretagna/Giappone)
- Una vita indipendente (Samostoyatelnaya zhizn), regia di Vitali Kanevsky (Gran Bretagna/Russia/Francia)
- Leolo (Léolo), regia di Jean-Claude Lauzon (Francia/Canada)
- Una estranea fra noi (A Stranger Among Us), regia di Sidney Lumet (USA)
- Luna Park, regia di Pavel Lungin (Francia/Russia)
- Fuoco cammina con me (Twin Peaks: Fire Walk with Me), regia di David Lynch (Francia/USA)
- Sposami, Kate (Crush), regia di Alison Maclean (Nuova Zelanda)
- Iene (Hyènes), regia di Djibril Diop Mambéty (Senegal)
- Il ritorno di Casanova (Le retour de Casanova), regia di Édouard Niermans (Francia)
- L'oeil qui ment, regia di Raúl Ruiz (Francia/Portogallo)
- Uomini e topi (Of Mice and Men), regia di Gary Sinise (USA)
- Il viaggio ( El viaje), regia di Fernando Ezequiel Solanas (Argentina/Messico/Spagna/Francia/Gran Bretagna)
- Basic Instinct, regia di Paul Verhoeven (USA/Francia)

### Fuori concorso
- La sera della prima (Opening Night), regia di John Cassavetes (USA)
- Patrick Dewaere, regia di Marc Esposito (Francia)
- Cuori ribelli (Far and Away), regia di Ron Howard (USA)
- Così in cielo come in terra (Svo á jörðu sem á himni), regia di Kristín Jóhannesdóttir (Francia/Islanda/Svezia)
- Drengene fra Sankt Petri, regia di Søren Kragh-Jacobsen (Svezia/Norvegia/Danimarca/Finlandia)
- Le batteur du boléro, regia di Patrice Leconte (Francia)
- Änglagård, regia di Colin Nutley (Svezia/Danimarca/Norvegia)
- La bilancia (Balanta), regia di Lucian Pintilie (Francia/Romania)
- Il lamento sul sentiero (Pather Panchali), regia di Satyajit Ray (India)[2]
- Krigerens hjerte, regia di Leidulv Risan (Norvegia/Svezia/Finlandia/Danimarca/Islanda)
- Sarafina! Il profumo della libertà (Sarafina!), regia di Darrell James Roodt (Francia/Sudafrica/Gran Bretagna/USA)
- Le iene (Reservoir Dogs), regia di Quentin Tarantino (USA)
- La bella e la bestia (Beauty And The Beast), regia di Gary Trousdale e Kirk Wise (USA)
- Avik e Albertine (Map of the Human Heart), regia di Vincent Ward (Australia/Gran Bretagna/Canada/Francia)
- Otello (Othello), regia di Orson Welles (Francia/Italia/Marocco/USA)[3]

### Un Certain Regard
- Modern Crimes, regia di Alejandro Agresti (Argentina/Paesi Bassi)
- Schastlivye dni, regia di Aleksei Balabanov (Unione Sovietica)
- Being at Home with Claude, regia di Jean Beaudin (Canada)
- Hochzaeitsnuecht, regia di Pol Cruchten (Lussemburgo)
- Cousin Bobby, regia di Jonathan Demme (USA/Spagna)
- La memoria del agua, regia di Héctor Fáver (Spagna/Argentina)
- Il cattivo tenente (Bad Lieutenant), regia di Abel Ferrara (USA)
- Gli occhi azzurri di Yonta (Udju Azul di Yonta), regia di Flora Gomes (Guinea-Bissau/Francia/Portogallo)
- E la vita continua (Zendegi va digar hich), regia di Abbas Kiarostami (Iran)
- Ballroom - Gara di ballo (Strictly Ballroom), regia di Baz Luhrmann (Australia)
- Krystallines nyhtes, regia di Tonia Marketaki (Francia/Grecia/Svizzera)
- Through an Open Window, regia di Erich Mendelsohn (USA)
- Il bue (Oxen), regia di Sven Nykvist (Svezia/Norvegia/Danimarca)
- American Me, regia di Edward James Olmos (USA)
- Chekist, regia di Aleksandr Rogozhkin (Russia)
- Apfelbäume, regia di Helma Sanders-Brahms (Germania)
- Averills Ankommen, regia di Michael Schottenberg (Austria)
- A Praga (Prague), regia di Ian Sellar (Gran Bretagna/Francia)
- A Nyaraló, regia di Can Togay (Ungheria)

## Settimana internazionale della critica
- Il cameraman e l'assassino (C'est arrivé près de chez vous), regia di Rémy Belvaux, André Bonzel e Benoît Poelvoorde (Belgio)
- Adorables mentiras, regia di Gerardo Chijona (Spagna/Cuba)
- Archipiélago, regia di Pablo Perelman (Cile)
- The grocer's Wife, regia di John Pozer (Canada)
- Die flucht, regia di David Rühm (Austria)
- Ingaló, regia di Ásdís Thoroddsen (Finlandia/Islanda/Germania)
- Anmonaito no Sasayaki wo Kiita, regia di Isao Yamada (Giappone)

## Quinzaine des Réalisateurs
- Bezness, regia di Nouri Bouzid (Francia/Tunisia/Germania)
- Les contes sauvages, regia di Gérald Calderon e Jean-Charles Cuttoli (Francia)
- Un uomo, una donna, una pistola (My New Gun), regia di Stacy Cochran (USA)
- Quelque part vers Conakry, regia di Françoise Ebrard (Francia)
- Archipel, regia di Pierre Granier-Deferre (Francia/Belgio)
- Benny's Video, regia di Michael Haneke (Austria/Svizzera)
- Shao nian ye, an la!, regia di Hsu Hsiao-ming (Taiwan)
- Warszawa, regia di Janusz Kijowski (Germania/Francia/Polonia)
- Sans un cri, regia di Jeanne Labrune (Francia/Belgio/Italia)
- Vagabond, regia di Ann Le Monnier (Francia)
- Baduk, regia di Majid Majidi (Iran)
- Le petit prince a dit, regia di Christine Pascal (Francia/Svizzera)
- Le amiche del cuore, regia di Michele Placido (Italia)
- Otrazheniie V Zerkale, regia di Svetlana Proskurina (Russia)
- Bob Roberts, regia di Tim Robbins (USA/Gran Bretagna)
- Ángel de fuego, regia di Dana Rotberg (Messico)
- Am Ende der Nacht, regia di Christoph Schaub (Svizzera)
- Hay que zurrar a los pobres, regia di Santiago San Miguel (Spagna)
- L'amore, il sesso e Berlino (Liebe auf den ersten blick), regia di Rudolf Thome (Germania)
- Lyubov, regia di Valeri Todorovsky (Unione Sovietica)
- Mac, regia di John Turturro (USA)
- Don Chisciotte di Orson Welles (Don Quijote de Orson Welles), regia di Orson Welles (Spagna/Italia/USA)
- Isini, regia di Levan Zaqareishvili (Georgia)
- Colpevole d'innocenza (Coupable d'innocence au quand la raison dort), regia di Marcin Ziebinski (Francia/Polonia)

## Giurie

### Concorso
- Gérard Depardieu, attore (Francia)
- Pedro Almodóvar, regista (Spagna)
- John Boorman, regista (Gran Bretagna)
- René Cleitman, produttore (Francia)
- Jamie Lee Curtis, attrice (USA)
- Carlo Di Palma, direttore della fotografia (Italia)
- Nana Djordjadze, regista (Georgia)
- Lester James Peries, regista (Sri Lanka)
- Serge Toubiana, critico (Francia)
- Joële Van Effenterre, montatrice (Francia)

### Caméra d'or
- André Delvaux, regista (Belgio) - presidente
- Olivier Bauer, attore
- Gian Piero Brunetta, giornalista (Italia)
- Pierre Favre, critico (Francia)
- Richard Hasselmann
- Joao Lopes, giornalista (Portogallo)
- David Meeker
- Gérard Mordillat, regista (Francia)

## Palmarès
- Palma d'oro: Con le migliori intenzioni (Dan goda viljan), regia di Bille August (Svezia/Germania/Gran Bretagna/Italia/Francia/Danimarca/Finlandia/Norvegia/Islanda)
- Premio del 45º anniversario: James Ivory - Casa Howard (Howards End) (Gran Bretagna/Giappone)
- Grand Prix Speciale della Giuria: Il ladro di bambini, regia di Gianni Amelio (Francia/Svizzera/Germania/Italia)
- Premio della giuria: Una vita indipendente (Samostoyatelnaya zhizn), regia di Vitali Kanevsky (Gran Bretagna/Russia/Francia) ex aequo Il sole della mela cotogna (El sol del membrillo), regia di Víctor Erice (Spagna)
- Prix d'interprétation féminine: Pernilla August - Con le migliori intenzioni (Dan goda viljan), regia di Bille August (Svezia/Germania/Gran Bretagna/Italia/Francia/Danimarca/Finlandia/Norvegia/Islanda)
- Prix d'interprétation masculine: Tim Robbins - I protagonisti (The Player), regia di Robert Altman (USA)
- Prix de la mise en scène: Robert Altman - I protagonisti (The Player) (USA)
- Grand Prix tecnico: Il viaggio ( El viaje), regia di Fernando E. Solanas (Argentina/Messico/Spagna/Francia/Gran Bretagna)
- Caméra d'or: Mac, regia di John Turturro (USA)
- Premio FIPRESCI: Il sole della mela cotogna (El sol del membrillo), regia di Víctor Erice (Spagna)
- Premio della giuria ecumenica: Il ladro di bambini, regia di Gianni Amelio (Francia/Svizzera/Germania/Italia)
  - Premio della giuria ecumenica - Menzione speciale: Au pays des Juliets, regia di Mehdi Charef (Francia) ex aequo Il viaggio ( El viaje), regia di Fernando E. Solanas (Argentina/Messico/Spagna/Francia/Gran Bretagna)